# لطیفال
لطیفال (به انگلیسی: Latifal) یک شهرک در پاکستان است که در ناحیه چکوال واقع شده‌است.